# Brasil Open 2009 - Qualificazioni singolare
Le qualificazioni del singolare  del Brasil Open 2009 sono state un torneo di tennis preliminare per accedere alla fase finale della manifestazione. I vincitori dell'ultimo turno sono entrati di diritto nel tabellone principale. In caso di ritiro di uno o più giocatori aventi diritto a questi sono subentrati i lucky loser, ossia i giocatori che hanno perso nell'ultimo turno ma che avevano una classifica più alta rispetto agli altri partecipanti che avevano comunque perso nel turno finale.
Le qualificazioni del Brasil Open  2009 prevedevano 26 partecipanti di cui 4 sono entrati nel tabellone principale.

## Teste di serie
1. Sergio Roitman (secondo turno)
2. Leonardo Mayer (secondo turno)
3. Rubén Ramírez Hidalgo (ultimo turno)
4. Santiago Ventura (secondo turno)

1. Olivier Patience (secondo turno)
2. Rui Machado (Qualificato)
3. Boris Pašanski (secondo turno)
4. Daniel Muñoz de la Nava (secondo turno)

## Qualificati
1. Daniel Dutra Da Silva
2. Caio Zampieri

1. Łukasz Kubot
2. Rui Machado

## Tabellone

### Legenda
| - Q = Qualificato - WC = Wild card - LL = Lucky loser | - ALT = Alternate - SE = Special Exempt - PR = Protected Ranking | - w/o = Walkover - r = Ritirato - d = Squalificato |

### Sezione 1
|  | Primo turno             | Primo turno             | Primo turno             | Primo turno | Primo turno |  |  | Secondo turno | Secondo turno           | Secondo turno           | Secondo turno         | Secondo turno |   |   | Ultimo turno            | Ultimo turno            | Ultimo turno | Ultimo turno | Ultimo turno |  |
|  |                         |                         |                         |             |             |  |  |               |                         |                         |                       |               |   |   |                         |                         |              |              |              |  |
|  |                         |                         |                         |             |             |  |  |               |                         |                         |                       |               |   |   |                         |                         |              |              |              |  |
|  |                         |                         |                         |             |             |  |  | 1             | Sergio Roitman          | Sergio Roitman          | 4                     | 1             |   |   |                         |                         |              |              |              |  |
|  | Miguel-Angel Lopez Jaen | Miguel-Angel Lopez Jaen | Miguel-Angel Lopez Jaen | 6           | 6           |  |  |               | Miguel-Angel Lopez Jaen | Miguel-Angel Lopez Jaen | 6                     | 6             |   |   |                         |                         |              |              |              |  |
|  | Pedro Feitosa           | Pedro Feitosa           | Pedro Feitosa           | 1           | 0           |  |  |               |                         |                         |                       |               |   |   | Miguel-Angel Lopez Jaen | Miguel-Angel Lopez Jaen | 7            | 6            | 3            |  |
|  | Daniel Dutra Da Silva   | Daniel Dutra Da Silva   | 3                       | 6           | 2           |  |  |               |                         | Daniel Dutra Da Silva   | Daniel Dutra Da Silva | 5             | 7 | 6 |                         |                         |              |              |              |  |
|  | Mariano Puerta          | Mariano Puerta          | 6                       | 1           | 1r          |  |  |               | Daniel Dutra Da Silva   | 3                       | 7                     | 7             |   |   |                         |                         |              |              |              |  |
|  |                         |                         |                         |             |             |  |  | 5             | Olivier Patience        | 6                       | 65                    | 6             |   |   |                         |                         |              |              |              |  |
|  |                         |                         |                         |             |             |  |  |               |                         |                         |                       |               |   |   |                         |                         |              |              |              |  |

### Sezione 2
|  | Primo turno            | Primo turno             | Primo turno             | Primo turno | Primo turno |  |  | Secondo turno | Secondo turno           | Secondo turno           | Secondo turno | Secondo turno |    |    | Ultimo turno  | Ultimo turno  | Ultimo turno | Ultimo turno | Ultimo turno |  |
|  |                        |                         |                         |             |             |  |  |               |                         |                         |               |               |    |    |               |               |              |              |              |  |
|  |                        |                         |                         |             |             |  |  |               |                         |                         |               |               |    |    |               |               |              |              |              |  |
|  |                        |                         |                         |             |             |  |  | 2             | Leonardo Mayer          | 6                       | 63            | 4             |    |    |               |               |              |              |              |  |
|  | Caio Zampieri          | Caio Zampieri           | Caio Zampieri           | 6           | 6           |  |  |               | Caio Zampieri           | 3                       | 7             | 6             |    |    |               |               |              |              |              |  |
|  | André Sá               | André Sá                | André Sá                | 2           | 4           |  |  |               |                         |                         |               |               |    |    | Caio Zampieri | Caio Zampieri | 3            | 7            | 7            |  |
|  | João Souza             | João Souza              | 4                       | 6           | 7           |  |  |               |                         | João Souza              | João Souza    | 6             | 65 | 68 |               |               |              |              |              |  |
|  | Rogério Dutra da Silva | Rogério Dutra da Silva  | 6                       | 1           | 63          |  |  |               | João Souza              | João Souza              | 6             | 7             |    |    |               |               |              |              |              |  |
|  | 8                      | Daniel Muñoz de la Nava | Daniel Muñoz de la Nava | 6           | 6           |  |  | 8             | Daniel Muñoz de la Nava | Daniel Muñoz de la Nava | 3             | 5             |    |    |               |               |              |              |              |  |
|  |                        | Marcelo Melo            | Marcelo Melo            | 3           | 1           |  |  |               |                         |                         |               |               |    |    |               |               |              |              |              |  |

### Sezione 3
|  | Primo turno                  | Primo turno                  | Primo turno                  | Primo turno | Primo turno |  |  | Secondo turno | Secondo turno         | Secondo turno         | Secondo turno | Secondo turno |   |   | Ultimo turno | Ultimo turno          | Ultimo turno | Ultimo turno | Ultimo turno |  |
|  |                              |                              |                              |             |             |  |  |               |                       |                       |               |               |   |   |              |                       |              |              |              |  |
|  |                              |                              |                              |             |             |  |  |               |                       |                       |               |               |   |   |              |                       |              |              |              |  |
|  |                              |                              |                              |             |             |  |  | 3             | Rubén Ramírez Hidalgo | Rubén Ramírez Hidalgo | 6             | 3             |   |   |              |                       |              |              |              |  |
|  | Oliver Marach                | Oliver Marach                | Oliver Marach                | 6           | 6           |  |  |               | Oliver Marach         | Oliver Marach         | 3             | 1r            |   |   |              |                       |              |              |              |  |
|  | Thomas Jun Facchini Takemoto | Thomas Jun Facchini Takemoto | Thomas Jun Facchini Takemoto | 1           | 2           |  |  |               |                       |                       |               |               |   |   | 3            | Rubén Ramírez Hidalgo | 6            | 4            | 3            |  |
|  | Łukasz Kubot                 | Łukasz Kubot                 | Łukasz Kubot                 | 6           | 6           |  |  |               |                       |                       | Łukasz Kubot  | 4             | 6 | 6 |              |                       |              |              |              |  |
|  | Vitor Requiao                | Vitor Requiao                | Vitor Requiao                | 1           | 2           |  |  |               | Łukasz Kubot          | 6                     | 3             | 6             |   |   |              |                       |              |              |              |  |
|  | 7                            | Boris Pašanski               | 6                            | 3           | 6           |  |  | 7             | Boris Pašanski        | 3                     | 6             | 3             |   |   |              |                       |              |              |              |  |
|  |                              | Gianluca Naso                | 3                            | 6           | 2           |  |  |               |                       |                       |               |               |   |   |              |                       |              |              |              |  |

### Sezione 4
|  | Primo turno        | Primo turno        | Primo turno        | Primo turno | Primo turno |  |  | Secondo turno | Secondo turno    | Secondo turno | Secondo turno | Secondo turno |   |   | Ultimo turno | Ultimo turno  | Ultimo turno  | Ultimo turno | Ultimo turno |  |
|  |                    |                    |                    |             |             |  |  |               |                  |               |               |               |   |   |              |               |               |              |              |  |
|  |                    |                    |                    |             |             |  |  |               |                  |               |               |               |   |   |              |               |               |              |              |  |
|  |                    |                    |                    |             |             |  |  | 4             | Santiago Ventura | 4             | 6             | 4             |   |   |              |               |               |              |              |  |
|  | David Marrero      | David Marrero      | David Marrero      | 6           | 6           |  |  |               | David Marrero    | 6             | 1             | 6             |   |   |              |               |               |              |              |  |
|  | Marcelo Michelucci | Marcelo Michelucci | Marcelo Michelucci | 1           | 2           |  |  |               |                  |               |               |               |   |   |              | David Marrero | David Marrero | 4            | 1            |  |
|  | José Pereira       | José Pereira       | José Pereira       | 6           | 7           |  |  |               |                  | 6             | Rui Machado   | Rui Machado   | 6 | 6 |              |               |               |              |              |  |
|  | Gabriel Dias       | Gabriel Dias       | Gabriel Dias       | 4           | 65          |  |  |               | José Pereira     | José Pereira  | 2             | 2             |   |   |              |               |               |              |              |  |
|  |                    |                    |                    |             |             |  |  | 6             | Rui Machado      | Rui Machado   | 6             | 6             |   |   |              |               |               |              |              |  |
|  |                    |                    |                    |             |             |  |  |               |                  |               |               |               |   |   |              |               |               |              |              |  |